# Cylloceria impolita
Cylloceria impolita là một loài tò vò trong họ Ichneumonidae.